# 以色列·萊維
以色列·莱维（法語：Israël Lévi，1856年7月7日—1939年6月23日）出生於法國法蘭西島大區的巴黎，曾經擔任法國猶太教首席拉比。

## 生平
他在巴黎的猶太學堂就學之後，接著進入法國猶太神學院。1882年查多克·卡恩任命他為巴黎大猶太會堂副拉比，並兼任查多克·卡恩的私人助理。1892年擔任法國以色列神學院教授，指導猶太歷史和文學。
1907年-1919年：擔任法國首席拉比。
1939年6月23日以色列·莱维逝世，安葬在蒙帕納斯公墓。

## 受獎
- 1921年：法國榮譽軍團勳章